# 大分県道53号野津宇目線
大分県道53号野津宇目線（おおいたけんどう53ごう のつうめせん）は、大分県臼杵市から佐伯市に至る県道（主要地方道）である。

## 概要
臼杵市野津町大字落谷から佐伯市宇目大字千束に至る。
起点付近など未整備区間が多く残っている。特に佩楯山頂に近い臼杵市野津町大字白岩から大分県道35号三重弥生線との重複区間（佐伯市本匠大字山部 - 佐伯市本匠大字堂ノ間）を含めた佐伯市本匠大字堂ノ間までの区間は路面の粗い離合不可能な1車線の道が続いており、落石などの堆積物やガードレールが無い区間も多い。佐伯市本匠大字堂ノ間から終点までの区間は片側1車線である。

### 路線データ
- 起点：大分県臼杵市野津町大字落谷（国道10号交点）
- 終点：大分県佐伯市宇目大字千束（大分県道39号小野市重岡線交点）

## 歴史
- 1993年（平成5年）5月11日 - 建設省から、県道山部野津線・県道宇目堂ノ間線が野津宇目線として主要地方道に指定される[1]。

## 路線状況

### 重複区間
- 大分県道35号三重弥生線（佐伯市本匠大字山部 - 佐伯市本匠大字堂ノ間）

### 道路施設

#### トンネル
- 新井の内トンネル：延長248 m、1995年（平成7年）竣工、佐伯市

## 地理

### 通過する自治体
- 臼杵市
- 佐伯市

### 交差する道路
| 交差する道路                        | 市町村名 | 交差する場所   | 交差する場所 |
| ----------------------------------- | -------- | -------------- | ------------ |
| 国道10号                            | 臼杵市   | 野津町大字落谷 | 起点         |
| 大分県道35号三重弥生線 重複区間起点 | 佐伯市   | 本匠大字山部   |              |
| 大分県道35号三重弥生線 重複区間終点 | 佐伯市   | 本匠大字堂ノ間 |              |
| 大分県道39号小野市重岡線            | 佐伯市   | 宇目大字千束   | 終点         |

### 沿線
- 佐伯市立宇目緑豊中学校（終点付近）
- 佐伯市立宇目緑豊小学校（終点付近）